# Giải vô địch bóng đá châu Âu 2016 (vòng loại bảng B)
Dưới đây là kết quả các trận đấu trong khuôn khổ bảng B – vòng loại giải vô địch bóng đá châu Âu 2016. Bảng B bao gồm sáu đội: Bosna và Hercegovina, Bỉ, Israel, Wales, Síp, và Andorra, thi đấu trong hai năm 2014 và 2015, theo thể thức lượt đi–lượt về, vòng tròn tính điểm, lấy hai đội đầu bảng tham gia vòng chung kết.

## Bảng xếp hạng
| VT | Đội                  | ST | T | H | B  | BT | BB | HS  | Đ  | Giành quyền tham dự               |     | Bỉ  | Wales | Bosna và Hercegovina | Israel | Cộng hòa Síp | Andorra |
| -- | -------------------- | -- | - | - | -- | -- | -- | --- | -- | --------------------------------- | --- | --- | ----- | -------------------- | ------ | ------------ | ------- |
| 1  | Bỉ                   | 10 | 7 | 2 | 1  | 24 | 5  | +19 | 23 | Giành quyền vào vòng chung kết    |     | —   | 0–0   | 3–1                  | 3–1    | 5–0          | 6–0     |
| 2  | Wales                | 10 | 6 | 3 | 1  | 11 | 4  | +7  | 21 | Giành quyền vào vòng chung kết    |     | 1–0 | —     | 0–0                  | 0–0    | 2–1          | 2–0     |
| 3  | Bosna và Hercegovina | 10 | 5 | 2 | 3  | 17 | 12 | +5  | 17 | Giành quyền vào trận tranh vé vớt |     | 1–1 | 2–0   | —                    | 3–1    | 1–2          | 3–0     |
| 4  | Israel               | 10 | 4 | 1 | 5  | 16 | 14 | +2  | 13 |                                   |     | 0–1 | 0–3   | 3–0                  | —      | 1–2          | 4–0     |
| 5  | Síp                  | 10 | 4 | 0 | 6  | 16 | 17 | −1  | 12 |                                   | 0–1 | 0–1 | 2–3   | 1–2                  | —      | 5–0          |         |
| 6  | Andorra              | 10 | 0 | 0 | 10 | 4  | 36 | −32 | 0  |                                   | 1–4 | 1–2 | 0–3   | 1–4                  | 1–3    | —            |         |

## Các trận đấu
Lịch thi đấu của bảng B đã được quyết định sau cuộc họp tại Nice, Pháp vào ngày 23 tháng 2 năm 2014. Giờ địa phương là CET/CEST, như được liệt kê bởi UEFA (giờ địa phương trong ngoặc đơn).
| Andorra         | 1–2      | Wales         |
| --------------- | -------- | ------------- |
| Lima 6' (ph.đ.) | Chi tiết | Bale 22', 81' |

| Bosna và Hercegovina | 1–2      | Síp                |
| -------------------- | -------- | ------------------ |
| Ibišević 6'          | Chi tiết | Christofi 45', 73' |

Trận đấu giữa Israel vã Bỉ đã bị hoãn lại vì Chiến dịch Vành đai Bảo vệ của Israel. Hai đội thi đấu vào ngày 31 tháng 3 năm 2015.
| Bỉ                                                                     | 6–0    | Andorra |
| ---------------------------------------------------------------------- | ------ | ------- |
| De Bruyne 31' (ph.đ.), 34' · Chadli 37' · Origi 59' · Mertens 65', 68' | Report |         |

| Síp          | 1–2      | Israel                    |
| ------------ | -------- | ------------------------- |
| Makrides 67' | Chi tiết | Damari 38' · Ben Haim 45' |

| Wales | 0–0      | Bosna và Hercegovina |
| ----- | -------- | -------------------- |
|       | Chi tiết |                      |

| Andorra          | 1–4      | Israel                                    |
| ---------------- | -------- | ----------------------------------------- |
| Lima 15' (ph.đ.) | Chi tiết | Damari 3', 41', 82' · Hemed 90+6' (ph.đ.) |

| Bosna và Hercegovina | 1–1      | Bỉ             |
| -------------------- | -------- | -------------- |
| Džeko 28'            | Chi tiết | Nainggolan 51' |

| Wales                           | 2–1      | Síp       |
| ------------------------------- | -------- | --------- |
| Cotterill 13' · Robson-Kanu 23' | Chi tiết | Laban 36' |

| Bỉ | 0–0      | Wales |
| -- | -------- | ----- |
|    | Chi tiết |       |

| Síp                                                     | 5–0      | Andorra |
| ------------------------------------------------------- | -------- | ------- |
| Merkis 9' · Efrem 31', 42', 60' · Christofi 87' (ph.đ.) | Chi tiết |         |

| Israel                                 | 3–0    | Bosna và Hercegovina |
| -------------------------------------- | ------ | -------------------- |
| Vermouth 36' · Damari 45' · Zahavi 70' | Report |                      |

| Israel | 0–3      | Wales                        |
| ------ | -------- | ---------------------------- |
|        | Chi tiết | Ramsey 45+1' · Bale 50', 77' |

| Andorra | 0–3      | Bosna và Hercegovina |
| ------- | -------- | -------------------- |
|         | Chi tiết | Džeko 13', 49', 62'  |

| Bỉ                                                           | 5–0      | Síp |
| ------------------------------------------------------------ | -------- | --- |
| Fellaini 21', 66' · Benteke 35' · Hazard 67' · Batshuayi 80' | Chi tiết |     |

| Israel | 0–1      | Bỉ          |
| ------ | -------- | ----------- |
|        | Chi tiết | Fellaini 9' |

| Andorra                | 1–3      | Síp                   |
| ---------------------- | -------- | --------------------- |
| Dossa Júnior 2' (l.n.) | Chi tiết | Mitidis 13', 45', 53' |

| Bosna và Hercegovina                 | 3–1      | Israel          |
| ------------------------------------ | -------- | --------------- |
| Višća 42', 75' · Džeko 45+2' (ph.đ.) | Chi tiết | Ben Haim II 41' |

| Wales    | 1–0      | Bỉ |
| -------- | -------- | -- |
| Bale 25' | Chi tiết |    |

| Bỉ                                                | 3–1      | Bosna và Hercegovina |
| ------------------------------------------------- | -------- | -------------------- |
| Fellaini 23' · De Bruyne 44' · Hazard 78' (ph.đ.) | Chi tiết | Džeko 15'            |

| Síp | 0–1      | Wales    |
| --- | -------- | -------- |
|     | Chi tiết | Bale 82' |

| Israel                                                  | 4–0    | Andorra |
| ------------------------------------------------------- | ------ | ------- |
| Zahavi 3' · Bitton 22' · Hemed 26' (ph.đ.) · Dabour 38' | Report |         |

| Wales | 0–0      | Israel |
| ----- | -------- | ------ |
|       | Chi tiết |        |

| Bosna và Hercegovina                 | 3–0      | Andorra |
| ------------------------------------ | -------- | ------- |
| Bičakčić 14' · Džeko 30' · Lulić 45' | Chi tiết |         |

| Síp | 0–1      | Bỉ         |
| --- | -------- | ---------- |
|     | Chi tiết | Hazard 86' |

| Andorra          | 1–4      | Bỉ                                                                 |
| ---------------- | -------- | ------------------------------------------------------------------ |
| Lima 51' (ph.đ.) | Chi tiết | Nainggolan 19' · De Bruyne 42' · Hazard 56' (ph.đ.) · Depoitre 64' |

| Bosna và Hercegovina     | 2–0      | Wales |
| ------------------------ | -------- | ----- |
| Đurić 71' · Ibišević 90' | Chi tiết |       |

| Israel     | 1–2      | Síp                              |
| ---------- | -------- | -------------------------------- |
| Bitton 76' | Chi tiết | Dossa Júnior 58' · Demetriou 80' |

| Bỉ                                       | 3–1      | Israel    |
| ---------------------------------------- | -------- | --------- |
| Mertens 64' · De Bruyne 78' · Hazard 84' | Chi tiết | Hemed 88' |

| Síp                             | 2–3      | Bosna và Hercegovina            |
| ------------------------------- | -------- | ------------------------------- |
| Charalambidis 32' · Mitidis 41' | Chi tiết | Medunjanin 13', 44' · Đurić 67' |

| Wales                 | 2–0      | Andorra |
| --------------------- | -------- | ------- |
| Ramsey 50' · Bale 86' | Chi tiết |         |

## Danh sách cầu thủ ghi bàn
7 bàn
- Edin Džeko
- Gareth Bale

5 bàn
- Kevin De Bruyne
- Eden Hazard
- Omer Damari

4 goals
- Marouane Fellaini
- Nestoras Mitidis

3 bàn
- Ildefons Lima
- Dries Mertens
- Demetris Christofi
- Georgios Efrem
- Tomer Hemed

2 bàn
- Radja Nainggolan
- Milan Đurić
- Vedad Ibišević
- Haris Medunjanin
- Edin Višća
- Tal Ben Haim II
- Nir Bitton
- Eran Zahavi
- Aaron Ramsey

1 bàn
- Michy Batshuayi
- Christian Benteke
- Nacer Chadli
- Laurent Depoitre
- Divock Origi
- Ermin Bičakčić
- Senad Lulić
- Constantinos Charalambidis
- Jason Demetriou
- Dossa Júnior
- Vincent Laban
- Constantinos Makrides
- Giorgos Merkis
- Moanes Dabour
- Gil Vermouth
- David Cotterill
- Hal Robson-Kanu

phản lưới nhà
- Dossa Júnior (trận gặp Andorra)

## Kỷ luật
Một cầu thủ được tự động bị treo giò trận tới những tội sau đây:
- Nhận thẻ đỏ (hệ thống treo thẻ đỏ có thể được mở rộng cho tội phạm nghiêm trọng)
- Nhận ba thẻ vàng trong ba trận đấu khác nhau, cũng như sau khi thứ năm và bất kỳ thẻ vàng sau (hệ thống treo thẻ vàng được chuyển sang vòng play-off, nhưng không phải là trận chung kết hoặc bất kỳ trận đấu quốc tế khác trong tương lai)

Các hệ thống treo sau đã (hoặc sẽ) phục vụ trong các trận đấu vòng loại:
| Đội                  | Cầu thủ            | Vi phạm | Bị treo giò trận đấu                                        |
| -------------------- | ------------------ | --- | ----------------------------------------------------------- |
| Andorra              | Moisés San Nicolás | v Hungary (15 tháng 10 năm 2013)                                                                                          | v Wales (9 tháng 9 năm 2014)                                |
| Andorra              | Márcio Vieira      | v Wales (9 tháng 9 năm 2014) · v Bỉ (10 tháng 10 năm 2014) · v Bosna và Hercegovina (28 tháng 3 năm 2015)                 | v Síp (12 tháng 6 năm 2015)                                 |
| Andorra              | Jordi Rubio        | v Israel (13 tháng 10 năm 2014) · v Síp (12 tháng 6 năm 2015) · v Israel (3 tháng 9 năm 2015)                             | v Bosna và Hercegovina (6 tháng 9 năm 2015)                 |
| Andorra              | Josep Ayala        | v Bỉ (10 tháng 10 năm 2014) · v Síp (12 tháng 6 năm 2015) · v Bosna và Hercegovina (6 tháng 9 năm 2015)                   | v Bỉ (10 tháng 10 năm 2015)                                 |
| Andorra              | Cristian Martínez  | v Israel (13 tháng 10 năm 2014) · v Síp (16 tháng 11 năm 2014) · v Bosna và Hercegovina (6 tháng 9 năm 2015)              | v Bỉ (10 tháng 10 năm 2015)                                 |
| Andorra              | Víctor Rodríguez   | v Bosna và Hercegovina (6 tháng 9 năm 2015)                                                                               | v Bỉ (10 tháng 10 năm 2015) v Wales (13 tháng 10 năm 2015)  |
| Andorra              | Marc Rebés         | v Síp (12 tháng 6 năm 2015) · v Bosna và Hercegovina (6 tháng 9 năm 2015) · v Bỉ (10 tháng 10 năm 2015)                   | v Wales (13 tháng 10 năm 2015)                              |
| Bỉ                   | Vincent Kompany    | v Israel (31 tháng 3 năm 2015)                                                                                            | v Wales (12 tháng 6 năm 2015)                               |
| Bosna và Hercegovina | Toni Šunjić        | v Israel (16 tháng 11 năm 2014)                                                                                           | v Andorra (28 tháng 3 năm 2015)                             |
| Bosna và Hercegovina | Muhamed Bešić      | v Andorra (6 tháng 10 năm 2015)                                                                                           | v Wales (10 tháng 10 năm 2015) v Síp (13 tháng 10 năm 2015) |
| Síp                  | Vincent Laban      | v Bosna và Hercegovina (9 tháng 9 năm 2014) · v Israel (10 tháng 10 năm 2014) · v Andorra (12 tháng 6 năm 2015)           | v Wales (3 tháng 9 năm 2015)                                |
| Israel               | Eitan Tibi         | v Wales (28 tháng 3 năm 2015)                                                                                             | v Bỉ (31 tháng 3 năm 2015)                                  |
| Israel               | Lior Refaelov      | v Síp (10 tháng 10 năm 2014) · v Wales (28 tháng 3 năm 2015) · v Bỉ (31 tháng 3 năm 2015)                                 | v Bosna và Hercegovina (12 tháng 6 năm 2015)                |
| Israel               | Sheran Yeini       | v Bosna và Hercegovina (16 tháng 11 năm 2014) · v Bỉ (31 tháng 3 năm 2015) · v Bosna và Hercegovina (12 tháng 6 năm 2015) | v Andorra (3 tháng 9 năm 2015)                              |
| Israel               | Nir Bitton         | v Bosna và Hercegovina (16 tháng 11 năm 2014) · v Wales (6 tháng 9 năm 2015) · v Síp (10 tháng 10 năm 2015)               | v Bỉ (13 tháng 10 năm 2015)                                 |
| Wales                | Andy King          | v Síp (13 tháng 10 năm 2014)                                                                                              | v Bỉ (16 tháng 11 năm 2014) v Israel (28 tháng 3 năm 2015)  |
| Wales                | Joe Allen          | v Andorra (9 tháng 9 năm 2014) · v Bỉ (16 tháng 11 năm 2014) · v Bỉ (12 tháng 6 năm 2015)                                 | v Síp (3 tháng 9 năm 2015)                                  |